# Zdravko Hebel
Pour les articles homonymes, voir Hebel.
Zdravko Hebel, né le 21 janvier 1943 à Zagreb (État indépendant de Croatie) et mort le 12 août 2017 dans la même ville (en Croatie), est un nageur, un joueur de water-polo et un dirigeant sportif yougoslave puis croate.

## Biographie
En 1961, Zdravko Hebel est sacré champion junior de Yougoslavie sur 200 mètres brasse. Il pratique ensuite le water-polo.
Il évolue au HAVK Mladost de 1962 à 1977, remportant quatre coupes d'Europe des clubs champions (1967, 1968, 1969 et 1971), une coupe d'Europe des vainqueurs de coupe en 1976, une supercoupe d'Europe en 1976 et quatre championnats de Yougoslavie (1962, 1967, 1969 et 1971).
Il compte 68 sélections en équipe de Yougoslavie de water-polo masculin de 1965 à 1969, remportant la médaille d'or aux Jeux olympiques de 1968 et aux Jeux méditerranéens de 1967.
Zdravko Hebel a été président de la Fédération croate de water-polo, président de la Fédération sportive de Zagreb de 1991 à 2000, et président du Comité olympique croate de 2000 à 2002.